# Kees van der Pijl
Kees van der Pijl (Dordrecht, 15 juni 1947) is een Nederlands politicoloog, gespecialiseerd in internationale betrekkingen, politieke economie, en de bestudering van complottheorieën. Hij was tot 2019 als emeritus hoogleraar verbonden aan de Universiteit van Sussex, waarna hij vertrok omdat hem gevraagd werd controversiële opmerkingen over de aanslagen op 11 september 2001 terug te nemen.

## Levensloop
Kees van der Pijl studeerde van 1965 tot 1967 rechten aan de Universiteit Leiden. Na militaire dienst als reserveofficier bij de Koninklijke Marechaussee en een reis door de Sovjet-Unie en Japan in 1970, stapte hij over naar politicologie, een specialisatie in Leiden als onderdeel van de opleiding publiekrecht. Zijn meest invloedrijke docenten waren Hans Daalder, Ben Sijes en de indoloog J.C. Heesterman, bij wie hij zijn afstudeerscriptie schreef over de politiek van de regionale diversiteit in India. Hij studeerde af in 1973 en werd in dat jaar aangenomen als junior docent bij de afdeling Internationale Betrekkingen van de Universiteit van Amsterdam. In 1983 promoveerde Van der Pijl aan de Universiteit van Amsterdam op een proefschrift getiteld Imperialism and Class Formation in the North Atlantic Area, onder leiding van Gerd Junne.
Van der Pijl was mededirecteur van het Research Centre for International Political Economy (Recipe) van 1992 tot 1998. Met onder meer Henk Overbeek, Ries Bode, Otto Holman, Bastiaan van Apeldoorn en anderen ontstond hiermee de zogenaamde 'Amsterdamse School' binnen de leer van de mondiale politieke economie.
In 2000 verhuisde Van der Pijl naar Groot-Brittannië om de leerstoel Internationale Betrekkingen aan de Universiteit van Sussex te bekleden. Hij werd benoemd tot directeur van het Center for Global Political Economy (CGPE) aan die universiteit toen het werd gelanceerd in 2001 (tot 2006), en was van 2002 tot 2004 vakkundig voorzitter / hoofd van de afdeling Politiek en Internationale Betrekkingen. In 2006 ontving hij een Leverhulme Major Research Fellowship. Hij heeft als gasthoogleraar lesgegeven aan de Universiteit van Auvergne in Clermont-Ferrand (2005 en 2006) en aan L'Orientale Universiteit in Napels (2009 en 2010). 

## Politiek
Van der Pijl was actief voor de Communistische Partij van Nederland (CPN). Na zijn terugkeer naar Nederland was hij tussen 2013 en 2015 voorzitter van de Antifascistische oud-Verzetsstrijders Nederland / Bond van Antifascisten (AFVN / BvA). 
Tijdens de coronapandemie sloot Van der Pijl zich aan bij de partij Vrij en Sociaal Nederland (VSN), die zich vooral profileert op haar sceptische houding ten opzichte van de genomen coronamaatregelen. Echter, voor de verkiezingen splitste de partij zich in tweeën, waarna twee lijsten meededen aan de verkiezingen. Van der Pijl was lijstduwer op de blanco lijst met als lijsttrekker Anna Zeven (ook bekend als Lijst30). De lijst haalde 8.277 stemmen (0,08%), waarvan 100 voorkeurstemmen op Van der Pijl.

## Werk
- Een Amerikaans plan voor Europa. Achtergronden van het ontstaan van de EEG
- Marxisme en internationale politiek. 1982.
- The Making of an Atlantic Ruling Class. 1984.
- Wereldorde en machtspolitiek. Visies op de internationale betrekkingen van Dante tot Fukuyama. 1995.
- Transnational Classes and International Relations. 1998.
- Global Rivalries from the Cold War to Iraq. 2006.
- Nomads, Empires, States, Modes of Foreign Relations and Political Economy I. 2007.
- The Foreign Encounter in Myth and Religion. Modes of Foreign Relations and Political Economy II. 2010.
- The Disciplines of Western Supremacy. Modes of Foreign Relations and Political Economy III. 2014.
- Flight MH17, Ukraine and the New Cold War. Prism of Disaster. 2018.
- Pandemie van de angst. Opstap naar een totalitaire maatschappij? 2021.

### Fictie
- Esprit de corps
- De greep naar de macht
- De flat